# Donousa
Donousa (druhý pád Donousis, řecky Δονούσα) je ostrov v Egejském moři, který je nejseverovýchodnější v souostroví Kyklady v Řecku. Nachází se ve vzdálenosti 16 km východně od Naxu a 23 km severně od Amorgu. Tvoří zároveň stejnojmennou obecní jednotku (bývalou obec) o rozloze 13,75 km². Nejvyšším bodem je Vardia s nadmořskou výškou 386 m.

## Obyvatelstvo
V roce 2011 žilo na ostrově 167 obyvatel. Celý ostrov tvoří jednu obecní jednotku a také jednu komunitu, která se skládá z jednotlivých sídel, tj. měst a vesnic. V závorkách je uveden počet obyvatel jednotlivých sídel.
- Obecní jednotka a komunita Donousa (167) — Donousa (141), Charavgi (2), Kalotaritissa (2), Mersini (22) a neobydlené ostrůvky Skylonisi, Moschonas, Makares, Agia Paraskevi a Strongyli